# الموقر (الجميمة)

تعديل مصدري - تعديل

الموقر هي إحدى قرى عزلة بقره الغربية بمديرية الجميمة التابعة لمحافظة حجة، بلغ تعداد سكانها 183 نسمة حسب تعداد اليمن لعام 2004.